# Ziprasidona

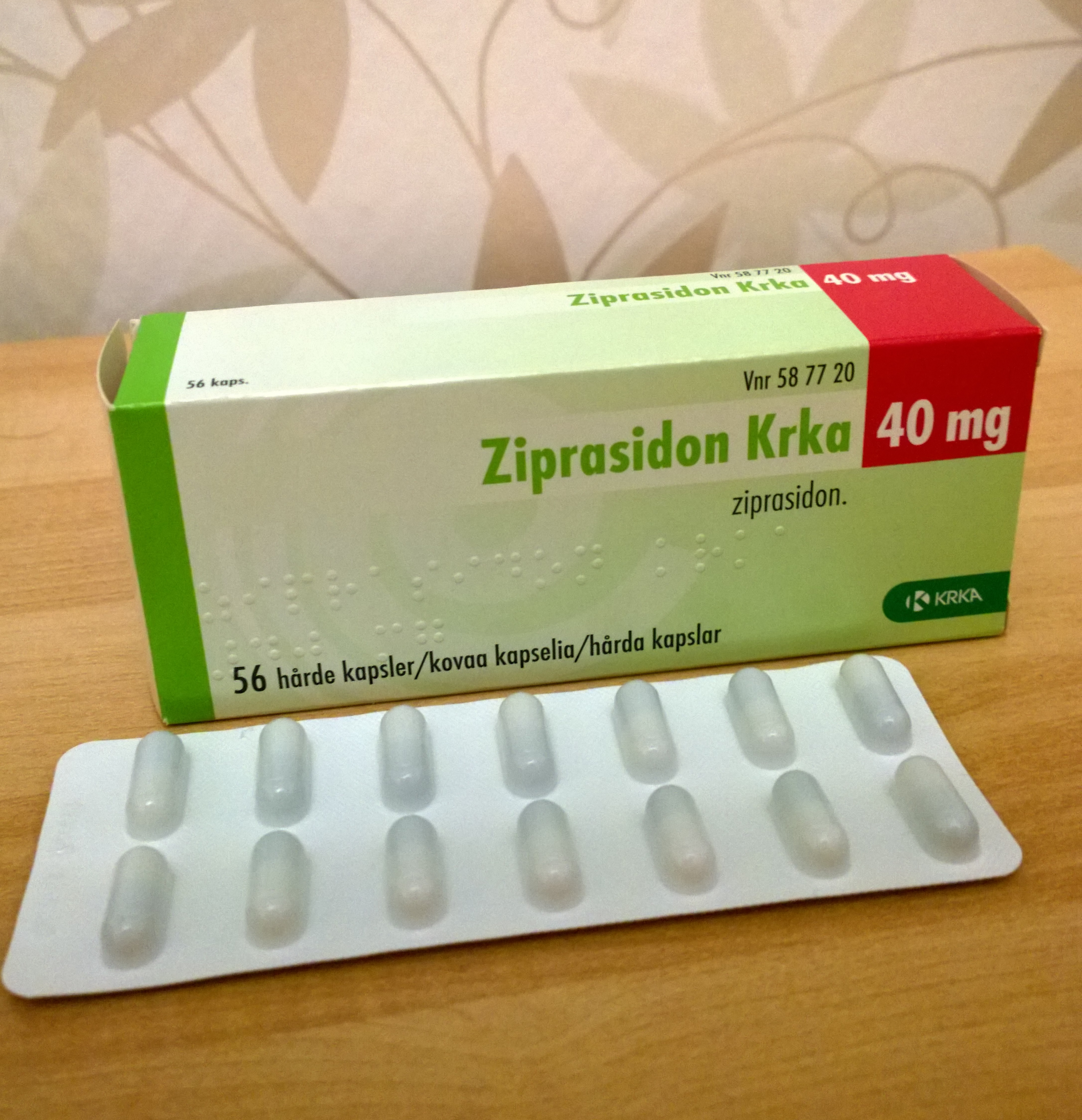
Ziprasidona

La ziprasidona es un antipsicótico atípico de segunda generación, derivado de la piperazina y utilizado en el tratamiento de la esquizofrenia, la manía bipolar y otras condiciones asociadas a los estados esquizofrénicos. El efecto secundario más severo fue cardíaco, con prolongación del segmento QT. La droga sintética ziprasidona fue aprobada en Suecia en 1998 y en los EE. UU. en 2001.

## Mecanismo de acción
La ziprasidona tiene alta afinidad por los receptores de dopamina tipo 2 (D2), por los receptores de serotonina tipo 5HT2A, 5HT2C, 5HT1A, 5HT1D, y por los receptores adrenérgicos alfa 1, además de una moderada afinidad hacia el receptor de histamina H1. La ziprasidona es antagonista de los receptores de serotonina tipo 2A (5HT2A) y tipo 1D (5HTD1) y de los receptores de la dopamina tipo 2 (D2), mientras que funciona como agonista en el receptor 5-HT1A. Además, inhibe la recaptación sináptica de la serotonina y de la norepinefrina. No tiene actividad conocida frente a otros tipos de receptores, incluyendo los receptores colinérgicos muscarínicos.
El mecanismo de acción de la ziprasidona en la esquizofrenia no es conocido, si bien se ha propuesto que se debería a la acción combinada de un antagonismo de los receptores dopaminérgicos D2 y seroninérgicos 5HT2. Igualmente, se desconoce el porqué de la eficacia de este fármaco en los desórdenes bipolares. El antagonismo de los receptores H1 podría explicar la somnolencia que la ziprasidona induce como efecto secundario y el antagonismo de los receptores alfa adrenérgicos podría explicar la hipotensión ortostática observada en algunos pacientes.

## Farmacocinética
La ziprasidona se puede administrar por vía oral o intramuscular. Después de una dosis oral, este fármaco se absorbe fácilmente y alcanza los máximos niveles plasmáticos a las 6-8 horas. La biodisponibilidad absoluta después de una dosis de 20 mg administrada con las comidas es del 60 %.
El volumen aparente de distribución es de 1,5 L/kg. La ziprasidona se une a las proteínas del plasma en un 99 %, en particular a la albúmina y a la glicoproteína ácida alfa1. In vitro, la unión de la ziprasidona a las proteínas plasmáticas no es afectada por la warfarina ni por el propranolol, ni tampoco la ziprasidona afecta la unión de estos dos fármacos a las proteínas del plasma. Por este motivo, se puede anticipar que las interacciones de la ziprasidona con otros fármacos debe de ser mínima al estar unida a las proteínas.
La ziprasidona se metaboliza ampliamente tras la administración oral con sólo una pequeña cantidad inalterada excretada por la orina (<1 %) o por las heces (<4 %). La ziprasidona se elimina principalmente a través de tres rutas metabólicas para producir cuatro metabolitos principales circulantes: benzisotiazol piperazina (BITP) sulfóxido, BITP sulfona, ziprasidona sulfóxido y S-metildihidroziprasidona.
Aproximadamente el 20 % de la dosis se excreta por la orina y el 66 % se elimina por las heces. En el plasma, la ziprasidona sin cambios representa alrededor del 44 % del material total.
Los estudios in vitro que utilizan fracciones subcelulares hepáticas humanas indican que la S-metildihidroziprasidona se genera en dos etapas: la reacción de reducción es mediada por la aldehído-oxidasa y la metilación posterior está mediada por tiol-metiltransferasa. En los estudios in vitro que emplean microsomas de hígado humano y enzimas recombinantes se ha observado que la isoenzima CYP3A4 es la principal vía del metabolismo oxidativo de la ziprasidona. La CYP1A2 puede contribuir en un grado mucho menor. Menos de un tercio del aclaramiento metabólico de ziprasidona es mediado por el citocromo P450, mientras que la oxidación catalizada por la aldehído-oxidasa es aproximadamente de dos tercios. No se conocen inhibidores o inductores clínicamente relevantes de la aldehído-oxidasa.

## Toxicidad
La administración de ziprasidona con el alimento en dosis de 2, 6 o 12 mg/kg/día a ratas Long-Evans y en dosis de 50, 100 o 200 mg/kg/día a ratones CD1 durante 24 meses no evidenció en las ratas un aumento de la incidencia de tumores en comparación con los controles, ni tampoco en los ratones macho. En los ratones hembra aumentó la incidencia de adenoma de hipófisis y de carcinoma y adenocarcinoma de la glándula mamaria con todas las dosis ensayadas (50 a 200 mg/kg/día). Se han observado cambios proliferativos en las glándulas pituitaria y mamaria de los roedores después de la administración continuada de otros agentes antipsicóticos. Estos cambios parecen ser mediados por la prolactina. En un estudio de un mes de duración se observó un aumento de prolactina en suero en los ratones hembra pero no en los machos. La ziprasidona no tuvo ningún efecto sobre la prolactina en suero en ratas tratadas durante 5 semanas con las dosis que se utilizaron en el estudio de carcinogénesis. La relevancia clínica de estos hallazgos es desconocida.
La ziprasidona parece aumentar el tiempo para la copulación en ratas Sprague Dawley en dos estudios de fertilidad y de desarrollo embrionario temprano, en dosis de 810 a 160 mg/kg/día. La tasa de fecundidad se redujo con la dosis de 160 mg/kg/día, mientras que la dosis de 40 mg/kg/día no tuvo ningún efecto sobre la fertilidad. El efecto sobre la fertilidad se limita a las hembras. Sin embargo la fertilidad de los machos no se vio afectada con la dosis de 160 mg/kg/día, cuando estos se aparearon con hembras no tratadas.
La ziprasidona ha sido sometida a la batería estándar de test de mutagénesis (ensayo de mutación bacteriana de Ames, ensayo in vitro en linfomas de ratón, ensayo de aberración cromosómica in vitro en linfocitos humanos y ensayo de aberración cromosómica in vivo en la médula ósea de ratón). Hubo una respuesta mutagénica reproducible en el ensayo de Ames en una cepa de S. Typhimurium en ausencia de activación metabólica. Igualmente, se obtuvieron resultados positivos tanto en el ensayo in vitro en células de mamíferos como en el ensayo de aberración cromosómica in vitro en linfocitos humanos.

## Indicaciones y posología

### Tratamiento de la esquizofrenia
La ziprasidona debe administrarse vía oral en una dosis diaria inicial de 20 mg dos veces al día con la comida. En algunos pacientes, la dosis diaria puede ser ajustada posteriormente en función de la situación clínica individual hasta 80 mg dos veces al día. Si está indicado un ajuste de la dosis, éste debe realizarse a intervalos de no menos de 2 días ya que el estado de equilibrio se alcanza en 1 a 3 días. Con el fin de garantizar el uso de la dosis mínima eficaz, los pacientes deben ser observados durante varias semanas antes de ajustar una dosis al alza.
La eficacia en la esquizofrenia se ha demostrado en un rango de dosis de 20 mg a 100 mg dos veces al día en los ensayos clínicos a corto plazo, controlados con placebo. Generalmente no se recomienda un aumento a una dosis mayor de 80 mg dos veces al día. La seguridad de las dosis superiores a 100 mg dos veces al día no se ha evaluado sistemáticamente en ensayos clínicos.
Tratamiento de mantenimiento: Se sugieren 20 mg dos veces al día. Los pacientes deben ser reevaluados periódicamente para determinar la necesidad de tratamiento de mantenimiento.

### Trastorno bipolar tipo I
Los episodios mixtos o maníacos agudos y el tratamiento de mantenimiento como un complemento de litio o valproato: Se debe administrar en una dosis diaria inicial de 40 mg dos veces al día con la comida. La dosis puede incrementarse a 60 mg o 80 mg dos veces al día en el segundo día de tratamiento y posteriormente ajustarse sobre la base de la tolerancia y eficacia dentro del rango de 40 mg-80 mg dos veces al día.
Tratamiento de mantenimiento (como un complemento de litio o valproato): Continuar el tratamiento con la misma dosis en la que el paciente se estabiliza inicialmente, dentro del rango 40 mg-80 mg dos veces al día con la comida. Los pacientes deben ser reevaluados periódicamente para determinar la necesidad de tratamiento de mantenimiento.

### Tratamiento agudo de la agitación en la esquizofrenia
Administración intramuscular: La dosis recomendada en adultos es de 10 mg a 20 mg, hasta una dosis máxima de 40 mg por día. Las dosis de 10 mg se pueden administrar cada dos horas; las dosis de 20 mg se pueden administrar cada 4 horas hasta un máximo de 40 mg/día. La administración intramuscular de ziprasidona durante más de 3 días consecutivos no se ha estudiado.
La ziprasidona intramuscular es sólo para uso intramuscular y no debe ser administrado por vía intravenosa.

## Contraindicaciones y precauciones
La ziprasidona está contraindicada en individuos con hipersensibilidad conocida al producto o a cualquiera de los componentes de su formulación.
Debido a la prolongación del intervalo QT, dependiente de la dosis de ziprasidona, y a la asociación conocida de arritmias fatales con la prolongación del intervalo QT por algunos otros fármacos, la ziprasidona está contraindicada en los siguientes casos:
- En pacientes con un historial conocido de prolongación del intervalo QT (incluyendo el síndrome de QT largo congénito).
- En pacientes con infarto agudo de miocardio reciente.
- En pacientes con insuficiencia cardíaca descompensada.

No se han realizado estudios farmacocinéticos/farmacodinámicos con ziprasidona y otros fármacos que prolongan el intervalo QT pero no se puede excluir un efecto aditivo. Por lo tanto, ziprasidona no se debe administrar con dofetilida, sotalol, quinidina, antiarrítmicos clase I y III, mesoridazina, tioridazina, clorpromazina, droperidol, pimozida, sparfloxacina, gatifloxacina, moxifloxacina, halofantrina, mefloquina, pentamidina, trióxido de arsénico, acetato de levometadilo, mesilato de dolasetrón, probucol o tacrolimus.
Los pacientes ancianos con psicosis relacionada con demencia tratados con fármacos antipsicóticos tienen un mayor riesgo de muerte. En el transcurso de un ensayo controlado de 10 semanas, la tasa de muerte en los pacientes tratados con ziprasidona fue de aproximadamente 4,5 % en comparación con una tasa de alrededor de 2,6 % en el grupo placebo. Aunque las causas de muerte fueron variadas, la mayoría pareció ser de naturaleza cardiovascular (por ejemplo, fallo cardíaco y muerte súbita) o infecciosa (por ejemplo, neumonía). Los estudios observacionales sugieren que, de forma similar a los fármacos antipsicóticos atípicos, el tratamiento con fármacos antipsicóticos convencionales puede aumentar la mortalidad. La ziprasidona no está aprobada para el tratamiento de pacientes con psicosis relacionada con demencia.

### Clasificación de la FDA en el embarazo
La ziprasidona se clasifica dentro de la categoría C de riesgo en embarazo. Los recién nacidos expuestos a antipsicóticos durante el tercer trimestre del embarazo pueden desarrollar síntomas extrapiramidales o síntomas de abstinencia después del parto. Se han notificado casos de agitación, hipertonía, hipotonía, temblores, somnolencia y dificultad respiratoria en estos recién nacidos. Estas complicaciones han variado en intensidad: mientras que en algunos casos los síntomas han sido limitados, en otros casos los recién nacidos han requerido apoyo intensivo en unidad de atención y hospitalización prolongada.
La ziprasidona debe utilizarse durante el embarazo solo si el beneficio potencial justifica el riesgo potencial para el feto.

## Interacciones
Aproximadamente dos tercios de la ziprasidona se metabolizan mediante la reducción de glutatión y una reacción enzimática por la aldehído-oxidasa. No se conocen inhibidores o inductores clínicamente relevantes de la aldehído-oxidasa. Menos de un tercio del aclaramiento metabólico de la ziprasidona es mediado por oxidación catalizada por el citocromo P450.
Los estudios in vitro que han utilizado microsomas hepáticos humanos han demostrado que la ziprasidona tiene poco efecto inhibitorio sobre el CYP1A2, CYP2C9, CYP2C19, CYP2D6 y CYP3A4 y, por lo tanto, no es probable que interfiriera en el metabolismo de los fármacos metabolizados principalmente por estas enzimas.
La ziprasidona no debe ser utilizada con cualquier otro medicamento que prolongue el intervalo QT.
Dados los efectos primarios sobre el sistema nervioso central, se debe tener precaución cuando se administra en combinación con otros medicamentos de acción central. Debido a su potencial para inducir hipotensión, la ziprasidona puede aumentar los efectos de ciertos agentes antihipertensivos. La ziprasidona puede antagonizar los efectos de levodopa y de agonistas de la dopamina.

### Carbamazepina
La carbamazepina es un inductor de CYP3A4 y su administración en dosis de 200 mg dos veces al día durante 21 días dio lugar a una disminución de aproximadamente el 35 % en el AUC de la ziprasidona. Este efecto puede ser mayor cuando se administran dosis más altas de carbamazepina.

### Ketoconazol
El ketoconazol es un potente inhibidor del CYP3A4. A una dosis de 400 mg QD durante 5 días, aumentó el AUC y C
máx de ziprasidona en aproximadamente 35-40 mg. Es de esperar que otros inhibidores de CYP3A4 puedan tener efectos similares.
La biodisponibilidad absoluta de una dosis de 20 mg en estado postprandial es de aproximadamente el 60 %. La absorción de la ziprasidona se incrementa hasta 2 veces en la presencia de alimentos.

## Reacciones adversas
Los ensayos clínicos con ziprasidona por vía oral incluyeron aproximadamente 5.700 pacientes y/o sujetos normales expuestos a una o más dosis de ziprasidona. De estos 5.700, más de 4.800 fueron pacientes que participaron en los ensayos de eficacia de dosis múltiples.
Los ensayos clínicos con ziprasidona intramuscular incluyeron 570 pacientes y/o sujetos normales que recibieron una o más inyecciones de ziprasidona. En total, 325 de estos sujetos participaron en ensayos con la administración intramuscular de dosis múltiples.
Aproximadamente el 4,1 % de los pacientes tratados con ziprasidona en estudios a corto plazo, controlados con placebo, interrumpieron el tratamiento debido a una reacción adversa, en comparación con alrededor del 2,2 % en el grupo placebo. La reacción más común asociada con el abandono fue el exantema, incluyendo 7 abandonos por rash en pacientes con ziprasidona (1 %), en comparación con los pacientes no tratados con placebo.
Las reacciones adversas más comúnmente observadas con el uso de ziprasidona (incidencia del 5 % o más y al menos el doble que para el placebo) fueron las siguientes: 
- somnolencia
- infección del tracto respiratorio
- síntomas extrapiramidales (incluyendo síndrome extrapiramidal, hipertonía, distonía, discinesia, hipocinesia, temblor, parálisis y temblores)
- mareos
- aturdimiento
- visión anormal
- acatisia
- astenia
- vómitos

Los síntomas de la distonía (contracciones prolongadas anormales de grupos de músculos) pueden ocurrir en individuos susceptibles durante los primeros días de tratamiento. Los síntomas de distonía incluyen espasmo de los músculos del cuello, a veces progresando a rigidez en la garganta, dificultad para tragar y dificultad para respirar y/o protrusión de la lengua. Si bien estos síntomas pueden ocurrir a dosis bajas, se producen con más frecuencia y con mayor gravedad con las dosis más altas. Se observa un elevado riesgo de distonía aguda en los hombres y los grupos de más edad.
Otras reacciones adversas clasificadas por sistemas corporales y por orden decreciente de frecuencia de acuerdo con las siguientes definiciones: reacciones adversas frecuentes en al menos 1/100 pacientes (= 1,0 % de los pacientes); reacciones adversas poco frecuentes, que ocurren en 1/100 a 1/1000 pacientes (del 0,1 al 1,0 % de los pacientes); y raras, que ocurren en menos de 1/1000 pacientes (<0,1 % de los pacientes) son:
- Cuerpo en general
  - Frecuentes: dolor abdominal, síndrome gripal, fiebre, caída accidental, edema facial, escalofríos, reacción de fotosensibilidad, dolor en el costado, hipotermia, accidentes de tráfico.
- Sistema cardiovascular
  - Frecuentes: taquicardia, hipertensión, hipotensión postural.
  - Poco frecuentes: bradicardia, angina de pecho, fibrilación auricular.
  - Raras: bloqueo AV de primer grado, bloqueo de rama, flebitis, embolia pulmonar, cardiomegalia, infarto cerebral, accidente cerebrovascular, tromboflebitis profunda, miocarditis, tromboflebitis.
- Sistema digestivo
  - Frecuentes: anorexia, vómitos.
  - Poco frecuentes: hemorragia rectal, disfagia, edema de la lengua.
  - Raras: ictericia, impactación fecal, aumento de la gamma-glutamil transpeptidasa, ictericia colestática, hepatitis, hepatomegalia, leucoplasia en la boca, hígado graso, melena.
- Sistema 
  - Raras: hipotiroidismo, hipertiroidismo, tiroiditis.
- Sistemas hematológico y linfático
  - Poco frecuentes: anemia, equimosis, leucocitosis, leucopenia, eosinofilia, linfadenopatía.
  - Raras: trombocitopenia, anemia hipocrómica, linfocitosis, monocitosis, basofilia, linfedema, policitemia, trombocitopenia.
- Trastornos metabólicos y nutricionales
  - Poco frecuentes: sed, aumento de las transaminasas, edema periférico, hiperglucemia, aumento de la creatina fosfoquinasa, aumento de fosfatasa alcalina, hipercolesterolemia, deshidratación, aumento de la deshidrogenasa láctica, albuminuria, hipopotasemia.
  - Raras: aumento del BUN, aumento de la creatinina, hiperlipemia, hipocolesterolemia, hiperpotasemia, hipocloremia, hipoglucemia, hiponatremia, hipoproteinemia, disminución de la tolerancia a la glucosa, gota, hipercloremia, hiperuricemia, hipocalcemia, hipomagnesemia, cetosis, alcalosis respiratoria.
- Sistema musculoesquelético
  - Frecuentes: mialgia.
  - Poco frecuentes: tenosinovitis.
  - Raras: miopatía.
- Sistema nervioso
  - Frecuentes: agitación, síndrome extrapiramidal, temblor, distonía, hipertonía, discinesia, hostilidad, espasmos musculares, parestesias, confusión, vértigo, hipocinesia, hiperquinesia, trastornos de la marcha, crisis oculógira, hipoestesia, ataxia, amnesia, rigidez en rueda dentada, delirio, hipotonía, acinesia, disartria, síndrome de abstinencia, síndrome bucogloso, coreoatetosis, diplopia, falta de coordinación, neuropatía.
  - Poco frecuentes: parálisis.
  - Raras: mioclonías, nistagmo, tortícolis, opistótonos, parestesia peribucal, reflejos aumentados, trismo.
- Sistema respiratorio
  - Frecuentes: neumonía.
  - Poco frecuentes: disnea, epistaxis.
  - Raras: hemoptisis, laringismo.
- Piel y anexos
  - Frecuentes: dermatitis por hongos.
  - Poco frecuentes: rash maculopapular, urticaria, alopecia, eccema, dermatitis exfoliativa, dermatitis de contacto, rash vesícular, conjuntivitis, ojos secos, tinnitus, blefaritis, cataratas, fotofobia.
  - Raras: hemorragia ocular, defectos del campo visual, queratitis, queratoconjuntivitis.
- Sistema urogenital
  - Poco frecuentes: impotencia, eyaculación anormal, amenorrea, hematuria, menorragia, lactancia femenina, poliuria, metrorragia, retención urinaria, disfunción sexual masculina, anorgasmia, glucosuria.
  - Raras: ginecomastia, hemorragia vaginal, nicturia, oliguria, disfunción sexual femenina, hemorragia uterina.